# Bitva u Hlásky
Bitva u Hlásky známá též jako bitva o Helmův žleb je významnou bitvou války o Prsten odehrávající se ve druhém dílu fantasy trilogie Pán prstenů J. R. R. Tolkiena. V tomto boji se střetly Sarumanovy oddíly s Rohiry vedenými králem Théodenem. Rohirům se proti přesile podařilo ubránit pevnost Hlásku přehrazující skalní údolí Helmův žleb a celou Sarumanovu invazní armádu rozprášit.
Bitva u Hlásky je Tolkienem nejpodrobněji popsána v knize Dvě věže. Události bezprostředně předcházejících boji - především pak detailní vylíčení dvou bitev u brodů přes Želíz - líčí Tolkienovy Nedokončené příběhy. Bitva o Helmův žleb je rovněž vyvrcholením filmů Ralph Bakshiho a Petera Jacksona inspirovaných Tolkienovou knižní předlohou.

## Pozadí
Čaroděj Saruman sídlící v Železném pasu upadnul kvůli užívání palantíru pod moc Temného pána Saurona. Saruman pod Sauronovým vlivem opevnil Železný pas a začal se připravovat k otevřené válce se sousedním královstvím Rohan. Čarodějovým cílem bylo dobýt Rohan a zabránit tak Rohirům v pomoci ohroženému království Gondor. Sarumanův sluha Gríma Červivec se proto vetřel do přízně rohanského krále Théodena, který byl velmi záhy spoután čarodějovou vůlí. Král byl netečný k množícím se potyčkám se skřety a Vrchovci. V první bitvě u brodů přes řeku Želíz byl navíc 25. února 3019 Sarumanovými skřety usmrcen i Théodenův jediný syn Théodred. Rozklad království zastavil teprve Gandalf, který Théodena po svém příchodu do Edorasu 2. března vyléčil a osvobodil z Červivcova vlivu.
Po uvolnění ze Sarumanovy moci Théoden ihned vytáhl se všemi bojeschopnými muži z Edorasu proti vojsku Železného pasu ohrožujícímu západní hranici království. Většina žen a dětí z okolí hlavního města se pod vedením královy neteře Éowyn skryla v bezpečí Šeré brázdy. Skřeti, ke kterým se přidali i Vrchovci nenávidějící Rohiry, však téhož dne prorazili rohanskou obranu vedenou Erkenbrandem v druhé bitvě u brodů a Sarumanovo vojsko začalo postupovat k Helmovu žlebu. Saruman si uvědomoval strategický význam pevnosti a přikázal proto její obsazení před samotným útokem na hlavní město království, Edoras. Jakmile se postupující Théodenovo vojsko dozvědělo o porážce Erkenbranda, Gandalf poradil králi ustoupit před přesilou do Helmova žlebu. Sám čaroděj pak vyrazil hledat posily. Théodenovi a jeho mužům doprovázeným královým synovcem Éomerem, Aragornem, trpaslíkem Gimlim a elfem Legolasem se do Helmova žlebu podařilo ustoupit na poslední chvíli.

### Helmův žleb
Helmův žleb bylo jméno rokliny nacházející se pod štíty hory Trirogu v Bílých horách. Zde se nacházela pevnost Hláska, která byla v tomto údolí zbudována ještě Dúnadany ve druhém věku. Po Cirionově daru a ustanovení Rohanu patřila pevnost Rohirům, kterým vždy sloužila jako poslední útočiště při hrozícím nebezpečí. Jeden z nejslavnjších rohanských králů Helm Kladivo byl v pevnosti za Dlouhé zimy obležen Vrchovcem Wulfem. Král Helm při obléhání zemřel, avšak pevnost nebyla dobyta a po králově smrti neslo údolí jeho jméno.
Pevnost Hláska, vybudována na jednom ze severních ostrohů okolních kopců, se skládala z vysokých kamenných valů obklopujících vysokou věž, v níž byla umístěna hlásná trubka. Od Hlásky k jižnímu konci údolí byla vybudována silná zeď dvacet stop vysoká. Žlebový potok proudil tunelem pod zdí, obtékal pevnost a mířil dál do Žlebové kotliny. Údolí navíc dva hony před Hláskou přetínal opevněný příkop známý jako Helmův val. Z pevnosti šlo ustoupit k prostorným jeskyním, z nichž vedly tajné cesty do okolních hor.
Před samotnou bitvou byl pánem Západních úvalů i Hlásky Erkenbrand, který před bojem nechal zeď Helmova valu opravit a pevnost zesílit. Před příjezdem Théodena se k pevnosti stáhlo okolo tisíce bojeschopných mužů, avšak mnoho z těchto vojáků však bylo příliš mladých či starých. V jeskyních Helmova žlebu se před postupujícími skřety ukryla také velká většina uprchlíků z Úvalů. Ti si s sebou do pevnosti přinesli velkou zásobu potravin.

## Bitva

### Obléhání pevnosti
Před půlnocí dorazila do Helmova žlebu Sarumanova vojska. Rohirové bránící Helmův val byli pod tlakem útočníků donuceni ustoupit k pevnosti. Útok Sarumanových skřetů a Uruk-hai na Hlásku začal spolu s lijákem krátce po půlnoci. Útočníci se valili proti Žlebové zdi, nejmohutnější skřeti a divocí lidé z Vrchoviny pak zaútočili po můstku proti bráně pevnosti. Aragorn spolu s Éomerem vedli proti útočníkům několik výpadů. Při jednom z nich zachránil Éomera trpaslík Gimli.
Skřetům se za zeď podařilo poprvé proniknout stokou, kterou pod zdí protékal Žlebový potok. Dík Gimlimu a Gamlingovým mužům se útočníky podařilo zahnat a tunel pod zdí bezpečně přehradit. Zeď, uzavírající údolí, se však nepříteli podařilo prolomil vyhozením její části výbušninou umístěnou ve stoce.
| „          | Zatímco mluvili, zavřeštěly trubky. Potom se ozval rachot a vyšlehl oheň a kouř. Vody Žlebového potoka se syčivě, zpěněně lily ven; nic už jim nebránilo, ve zdi zel po výbuchu otvor. Do něho proudil zástup temných postav. "Sarumanova černá kouzla!" zvolal Aragorn. "Zase se vplížili do stoky, zatímco jsme si povídali, a zapálili nám orthancký oheň pod nohama. Elendil! Elendil!" křikl a skočil dolů do průlomu. | “ |
| — Dvě věže | |   |

### Příjezd rohanských posil
Po průlomu se přeživší Rohirové stáhli do samotné pevnosti nebo ustoupili do jeskyní. Aragorn s Legolasem byli zatlačeni do citadely. Gimli a Éomer se probili k jeskyním. Za svítání, právě když se skřetům podařilo prolomit hlavní bránu pevnosti, vyrazil král spolu s Aragornem a muži své družiny za dunícího zvuku Helmova rohu do protiútoku. Právě tehdy dorazily do Helmova žlebu rohanské oddíly vedené Erkenbrandem a Gandalfem. Na pomoc Rohanským přišli díky Gandalfovi také huorni, národ podobný stromům, kteří údolí přehradili jako hustý les po celé jeho šířce. Rohirové obrátili náhle obklíčené skřety na útěk. Ti, kteří nebyli pobyti byli Rohanskými zahnáni mezi huorny. Z tohoto živého lesa se však žádný ze skřetů nevrátil.

## Důsledky
V bitvě byla zničena celá Sarumanova armáda Skurut-hai určená k ovládnutí Rohanu. Boj u Hlásky nepřežil jediný skřet. Mnoho Vrchovců se vzdalo vítězům, kteří je před propuštěním využili k nápravě škod. Padlí Rohirové byli po boji pohřběni uprostřed bitevního pole ve dvou mohylách. Těla nepřátel byla navršena na velikou hromadu. Lidé věřili, že pobité skřety před svým odchodem kamením zasypali huorni. Na tomto kamenitém kopci nerostla tráva a Rohirové mu říkali Smrtný vrch.
Ihned po bitvě zamířili Gandalf, král Théoden, Éomer, Aragorn, Gimli a Legolas doprovázeni dvaceti královými muži k Železnému pasu. Díky vítězství v bitvě u Hlásky a zničení Železného pasu byl Saruman poražen. Rohanské vojsko proto následně mohlo pomoci Gondoru napadenému Sauronovým vojskem.

## Adaptace

### Film Petera Jacksona
Bitva tvoří jednu z hlavních dějových linií filmu Petera Jacksona Pán prstenů: Dvě věže. Na rozdíl od knižní předlohy zde třem stovkám obležených Rohirů přicházejí ještě před bojem na pomoc elfí lučištníci z Lothlórienu vedení Haldirem, který v bitvě umírá. Ve filmu navíc rohanské jízdní posily přivádí spolu s Gandalfem králův vyhnaný synovec Éomer, místo vynechané postavy Erkenbranda.